# Таракан-робот
Таракан-робот (англ. RoboRoach) — Канадский анимационный телесериал, который транслировался на телеканалах Teletoon в Канаде Animania HD в США и Fox Kids по всему миру. Заглавную песню исполнил «англ. Big Rude Jake» . В нем рассказывается история таракана по имени Рубен и его брата Реджинальда, которые постоянно попадают в опасные и часто нелепые приключения.

## Сюжет
Сюжет повествует о двух тараканах — Рубене (Рубе) и его старшем брате Реджинальде (Редже). Их предыстория показывается в заставке: однажды Руб и Редж перекусывали в одной лаборатории в отсутствие учёного-хозяина, но внезапно тот вернулся и поймал Руба, после чего начал проводить над ним эксперименты с электроникой. Редж неохотно спасает Руба, но как только они прыгнули внутрь розетки, Руб навсегда стал киборгом — Тараканом-роботом (или Тараканатором, как его называют в дубляже некоторых серий). К несчастью для Реджа, Руб обещает использовать свои силы только на благо всех, а не в личных целях.

## Главные персонажи
- Таракан Рубен (Руб) — младший из дуэта братьев-тараканов. Полноват, высок, имеет коричневый панцирь, четыре руки и две ноги. В результате вышеописанного случая стал Тараканом-роботом и с тех пор защищает их родной город Вексберг в качестве супергероя. Его способности включают в себя использование гаджетов и трансформацию в различные механизмы, включая компьютеры и автомобили. По характеру Руб полностью самоотвержен и всегда в первую очередь думает о других, а не о себе; увы, именно из-за этого качества они с братом живут в бедности. Также Руб очень наивен и верит почти всему, что ему говорят.
- Таракан Реджинальд (Редж) — старший брат Руба. Визуально во многом ему противоположен: низкого роста, имеет фиолетовый панцирь, две руки и четыре ноги. По характеру также противоположен Руб: жаден, эгоистичен, вспыльчив и чересчур амбициозен. Постоянно жаждет разбогатеть и периодически временно этого добивается, но в итоге всегда остаётся ни с чем. Постоянно подбивает Руба принимать подарки за подвиги, но тот твёрдо отказывается, поскольку "доброе дело само по себе награда". Однако, тем не менее, Редж так же сильно любит Руба, как и Руб его, и всегда готов пожертвовать шансом на богатство, если это спасёт его брата. После каждого провала говорит свою коронную реплику Почему я? Почему я? ПОЧЕМУ ВСЕГДА Я?
- 'Мэр Личинка — лидер Вексберга, тёмно-розовая тараканиха с ожерельем из мохнатого червя. В целом доброжелательна, но не любит Руба и Реджа, т.к. видит в них угрозу. Из-за этого в одной из серий она даже подставила их в преступлении, которого они не совершали (просто, чтобы от них избавиться). Как политик не очень хороша, но город явно доволен ею.
- Стерлинг Убербакс — местный магнат, синий таракан с красным галстуком-бабочкой. Постоянно придумывает новые способы помножить своё богатство, но не лишён хороших качеств. Периодически нанимает Руба и Реджа на временную работу, но в итоге из-за каких-то погрешностей или недоразумений они каждый раз ничего за это не получают.

## Список серий
| Сезон | Серии | Серии | Даты показа      | Даты показа      |
| Сезон | Серии | Серии | Первая серия     | Последняя серия  |
| ----- | ----- | ----- | ---------------- | ---------------- |
| 1     | 26    | 26    | январь 8, 2002   | октябрь 14, 2002 |
| 2     | 26    | 26    | сентябрь 6, 2003 | июнь 14, 2004    |

## Производство
В начале 2003 года планировалось создать третий сезон мультсериала, состоявший из 26 серий, но он так и не был спродюсирован. Международные права на распространение мультсериала принадлежат компании Disney Media Distribution (подразделению The Walt Disney Company).
Мультсериал также транслировался на телеканале Fox Kids в странах Европы.